# 5050
5050(오천오십)은 5049보다 크고 5051보다 작은 자연수다.

## 수학
- 합성수로, 그 약수는 총 12개다. (1, 2, 5, 10, 25, 50, 101, 202, 505, 1010, 2525, 5050)
  - 5050의 진약수의 합은 4436이므로, 5050은 부족수다.
- 100번째 삼각수로, 100 이하의 모든 자연수의 합이다. 앞의 삼각수는 4950, 다음은 5151이다.
- 13번째 카프리카 수다. 앞의 카프리카 수는 4950, 다음은 5292다.

{\displaystyle 5050^{2}=25502500}이며, {\displaystyle 2550+2500=5050}이므로 5050은 카프리카 수다.
- {\displaystyle 5050=3^{2}+71^{2}=17^{2}+69^{2}=45^{2}+55^{2}}
  - 서로 다른 두 자연수의 제곱합으로 나타내는 방법이 세 가지인 수다.
  - 연속하는 두 삼각수(45, 55)의 제곱합으로 나타낼 수 있으며, 이 성질을 지닌 앞의 수는 3321, 다음 수는 7381이다.

## 교통

### 항공
- US 에어웨이스 5050편 이륙 실패 사고(영어판)

### 철도
- 나고야시 교통국 5050형 전동차
- 도쿄 급행 전철 5050계 전동차

## 기타
- 연도: 5050년, 기원전 5050년
- 5050: 일본의 밴드.

## 같이 보기
- 5000